# 275号線 (ポーランド)
275号線(ポーランド語: Linia kolejowa nr 275)またはヴロツワフ - グーベン線（ヴロツワフ - グーベンせん、ポーランド語: Linia kolejowa Wrocław–Guben）はポーランドドルヌィ・シロンスク県の中心都市ヴロツワフとドイツブランデンブルク州グーベンを結ぶ鉄道路線であった。この路線はニーダーシュレジエン＝マルク鉄道（ドイツ語: Niederschlesisch-Märkische Eisenbahn, NME）のポーランド路線として1945年までドイツ国営鉄道により運営された。現在ルブスコ - グーベン間およびジャガン - ビェニェフ間は廃止されている。

## 歴史

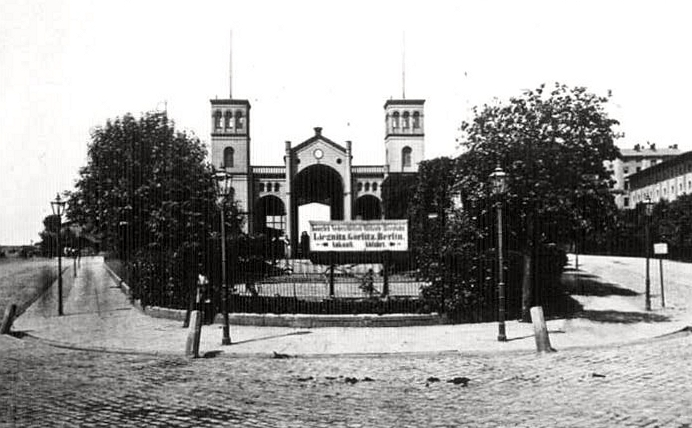
ヴロツワフ市のマルクト駅 (1880年)

1843年11月27日にNMEがプロイセン政府の投資で設立されて、フランクフルト - ブレスラウ（現在ヴロツラフ）間の鉄道建設がその目的であった。ブレスラウではオーバーシュレジエン鉄道会社（Oberschlesische Eisenbahn AG, OSE）が鉄道をすでに運営していた。1844年10月19日にブレスラウ - リークニッツ（現在レグニツァ）間が開通されたが、当時大部分の経路はまだ確定されなかった。1845年10月1日リークニッツ - ブンツラウ（現在ボレスワヴィエツ）間はミウコヴィツェ経由で開通された。残余区間は1846年9月1日に通行可能となった。
1847年9月1日NMEのコールフルーツトイレ-ケルリッツ線およびザクセン＝シュレジエン鉄道会社の本線（ゲルリッツ - ドレスデン線）が同時に開通されて、ブレスラウはドレスデン、ライプツィヒ、マグデブルク、ハノーファーなどと鉄道で連続的に連結された。同年10月ブレスラウの鉄道網はOSE鉄道の開通でクラーカウ（現在クラクフ）まで、1848年9月にオーデルベルク（現在ボフミーン） まで至った。1852年1月1日にNMEはプロイセン王立鉄道に引き受けられて、ニーダーシュレジエン＝マルクト管理局として運営されていた。1853年秋に急行列車がベルリン-ブレスラウ間に導入された。
1875年5月15日にはヤシェン - ジャガン - レグニツァ間の93 kmの複線の短絡線が開通した。その結果、現在のミウコヴィツェ - ヤシェン線がNMEの本線から分離された。1889年長距離列車「オリエント列車」がこの路線の経由でベルリン - ブダペスト間に新設された。
1920年にベルリン - ブレスラウ線は新生のドイツ国営鉄道に引き受けられて、鉄道運営の構造は多方面で変遷した。1936年高速気動車はベルリン - ボイテン （現在ビトム）に導入されて、508 km区間をおよそ4時間20分で走行した。また1938年以来、ベルリン - ウィーン間に査証不要の回廊列車はこの路線を経由して走行した。ナチスドイツのポーランド侵攻以後、1939年10月にベルリンとポーランド総督府領の首都クラクフの間に長距離列車が追加で投入された。

## 運行形態
- ユーロシティー: クラクフ - カトヴィツェ - オポレ - ヴロツワフ - レグニツァ - ヴェングリニェツェ - コットブス - ベルリン - シュテンダール - リューネーブルク。
- D1: ヴロツワフ - レグニツァ - ボレスワヴィエツ - ヴェングリニェツェ - ルバン（シロンスク）[2]。
- D25: ヴロツワフ - レグニツァ - ジャガン - ジャリ[2]。